# Celeste Coltellini
Celeste Coltellini (Liorna, 26 de novembre de 1760 – Nàpols, 24 de juliol de 1828), fou una soprano italiana.
Fou una artista més eminent del seu temps, tant per la seva veu de mezzosoprano, com per la seva excel·lent escola i dots escèniques. Debutà a Nàpols el 1781 i havent-la escoltat l'emperador d'Àustria la feu contractar per l'Òpera de Viena amb 10.000 ducats de sou.
Va ser alumna del famós Mandrini, professor de cant de la Maria Antonieta, Mozart va escriure per a ella diferents composicions i Paisiello l'òpera Nina pazza per amore, amb la que va aconseguir un dels seus més grans triomfs.
Casà amb el banquer suís anomenat Mericofre (1795) i es retirà del teatre.